# Chiclayo (província)
Chiclayo é uma província do Peru localizada na região de Lambayeque. Sua capital é a cidade de Chiclayo.
Nessa província foi recentemente (novembro de 2007) descoberto um templo e um mural com cerca de 4000 anos.
Segundo um dos arqueólogos que anunciou a descoberta, trata-se de elemento novo da pré-história da região da costa norte do Peru. O mural é feito com pedras coloridas, com grande efeito estético.

## História

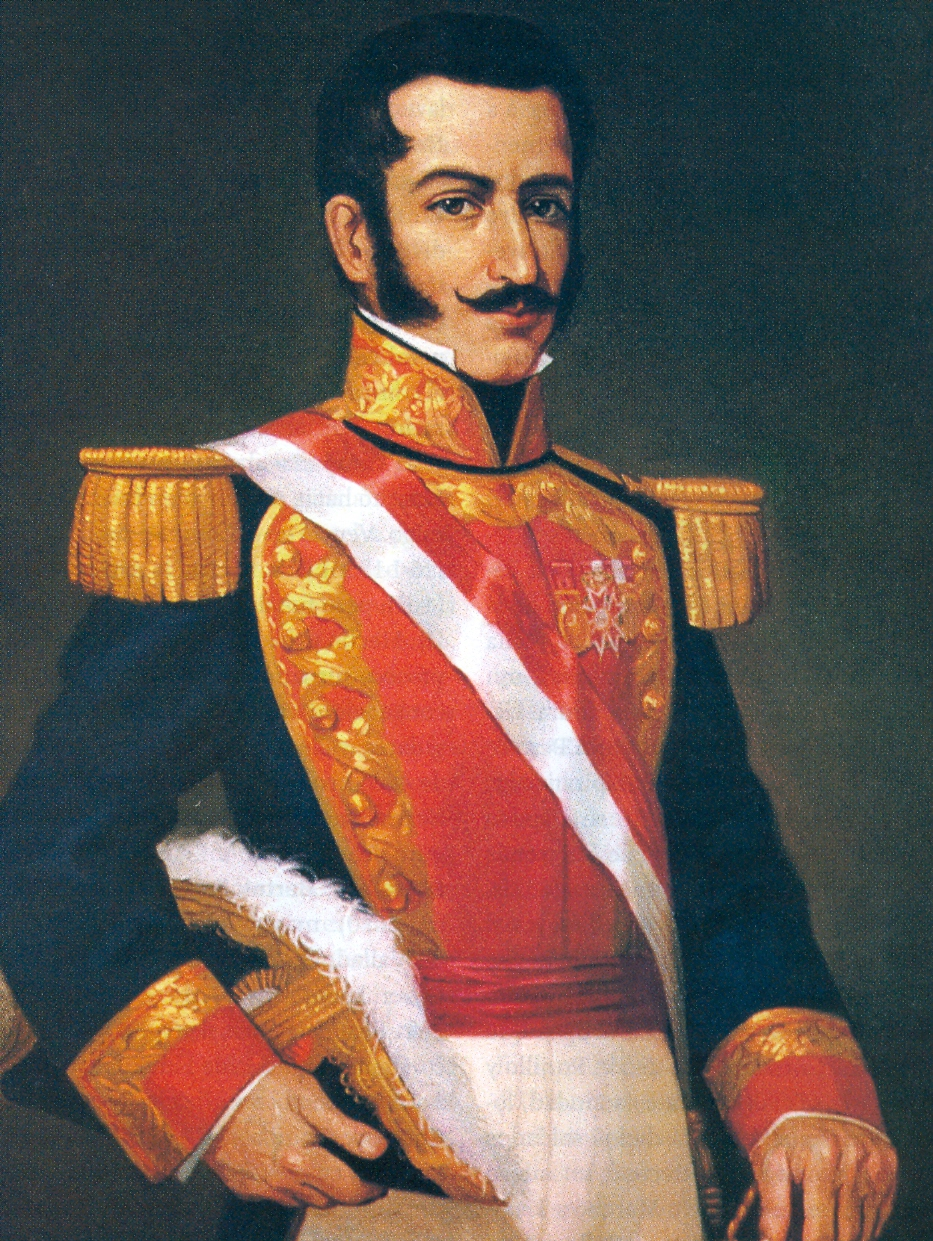
Felipe Salaverry, governante que emitiu o decreto que cria a província de Chiclayo.

A província de Chiclayo foi criada em 18 de abril de 1835, durante a administração do prefeito José Leonardo Ortiz, que liderou os interesses dos habitantes do lugar durante o início da era republicana. Comprometendo seu apoio ao Coronel Felipe Santiago Salaverry em suas revoltas contra Agustín Gamarra. Em homenagem ao caráter lutador do povo de Chiclayo, concedeu o título de "Cidade Heroica de Chiclayo".

## Distritos
- Cayalti[5]
- Chiclayo[6]
- Chongoyape[7]
- Etén[8]
- Etén Puerto[9]
- José Leonardo Ortiz[10]
- La Victoria[11]
- Lagunas
- Monsefu
- Nueva Arica
- Oyotún
- Patapo
- Picsi
- Pimentel
- Pomalca
- Pucalá
- Reque
- Santa Rosa
- Saña
- Tumán